# محمد القس
محمد القس (31 مارس 1977 -)، ممثل سوري حاصل على الجنسية السعودية منذ 17 ديسمبر 2021، شارك في كثير من المسلسلات والأفلام السعودية من أبرزها مسلسل «هايبر لوب»، «رشاش» وفيلم «المغادرون». وهو حاصل على جائزة أفضل ممثل في مهرجان أفلام السعودية عام 2017م.

## الحياة الشخصية
من مواليد مدينة حمص، عاش معظم حياته في المملكة العربية السعودية، ومنها كانت انطلاقته الفنية بعام 1998 بدور صغير في مسلسل خلك معي. بدأ التمثيل في جمعية الثقافة والفنون بالرياض، وقدم عدة مسرحيات أهمها «السعالي» و«الحقيقة العارية» و«الإكليل»، في عام 2004م كان من ضمن الطاقم الذي اختاره المخرج ثامر الصيخان لأداء أدوار في مسلسلات الإنترنت التي قدمها في موقع "قناة الإنترنت العربية" حينها، ومنها مسلسل «ليه أنا؟»، بعدها قام بدور البطولة في مسلسل «الورطة»، ومنها كانت انطلاقته للأعمال التلفزيونية بمشاركة في مسلسل "غشمشم" في أجزائه الست على مدى ست سنوات حتى 2011.

### الجنسية السعودية
في 17 ديسمبر 2021، أعلن القس عبر حسابه في تويتر عن منحه للجنسية السعودية، وغرّد:
معاهداً الله أن أكون في خدمة ديني ومليكي ووطني
و إنني بعد حمدالله وشكره أولاً وأخيراً على نعمة السعودية العظمى..فإن حملي لهذه الجنسية العظيمة هو تكليف قبل أن يكون فخراً وتشريفاً..أدعو الله أن يعينني على أداء واجبها.
ابنكم المواطن السعودي

## أعماله

### المسلسلات
- خلك معي 4 (1999م).
- خلال الفترة السابقة (2004م-2010م) شارك في بطولة المسلسلات التي أنتجتها قناة mbc للهواتف المحمولة وهي "قناة مفرح" من بطولة حسن عسيري.
- و"رابح والدكتورة" من بطولة فايز المالكي.
- مسلسل «أم الحالة 1»، 2009م. عرض في شهر رمضان على قناة mbc، وقام بأداء شخصيتين رئيسة هي "أبو دعسه" و«أم ذيب».
- مسلسل (آخر صفقة حب) 2009م.
- مسلسل (كوميدو) 2010م.
- مسلسل "بني جان" وهو من بطولة الفنان أندريه سكاف، والفنان حسام تحسين بيك، والفنانة ليليا الأطرش. 2010م.
- وفي عام 2010 شارك البطولة في مسلسل "كوميدو" من خلال عرض «اسكتشات» كوميدية أسبوعية تناولت قضايا المجتمع العربي والسعودي تحديداً.
- مسلسل (غشمشم 6) 2011م.
- مسلسل (أم الحالة 2) 2011م.
- مسلسل (المصاقيل) رسوم متحركة. 2011م.
- مسلسل (شفت الليل) 2012.
- مسلسل (المصاقيل 2) رسوم متحركة. 2012م.
- مسلسل (شفت الليل 2) 2013م.
- مسلسل (المصاقيل 3) رسوم متحركة. 2013م.
- مسلسل (فايف جي) 2014م.
- مسلسل (بنق) 2014م.[4]
- مسلسل (عيال نوير) رسوم متحركة. 2015م.
- مسلسل (42 يوم) 2016م.
- مسلسل (المدينة الفاصلة) 2017م.[5]
- مسلسل (بدون فلتر) 2018م.[6]
- مسلسل (التدوينة الأخيرة) 2018م.
- مسلسل (يلا نسوق) 2019م.[7]
- مسلسل (هايبر لوب) 2019م.[8]
- مسلسل (أم القلايد) 2020م.[9]
- مسلسل (رشاش) 2021م.[10]
- مسلسل (باركود) 2021م.[11]
- مسلسل (موضوع عائلي 1) 2021م.
- مسلسل (موضوع عائلي 2) 2022م.[12]
- مسلسل (مرزوقة) 2022م.[13]
- مسلسل (سكة سفر) 2022م.
- مسلسل (تلت التلاته) 2023
- مسلسل (موضوع عائلي 3) 2024
- مسلسل (ثانوية النسيم) 2024م.
- مسلسل (برغم القانون) 2024م.[14]
- مسسل (بـ 100 راجل) 2024م.

### الأفلام
- فيلم (المغادرون) 2017م.[15]
- فيلم (رهبة) 2023م.[16]
- فيلم (راس براس) 2023م.
- فيلم (الهامور) 2023م.[17]

## الجوائز
- جائزة أفضل ممثل في مهرجان أفلام السعودية عام 2017م.[18]
- جائزة التميز لأفضل ممثل في مهرجان نجم العرب في القاهرة عام 2024م، وذلك عن دوره في مسلسل «برغم القانون».[19][20]

## روابط خارجية
- محمد القس على موقع قاعدة بيانات الأفلام العربية